# You Want It, You Got It
You Want It You Got It es el segundo álbum de Bryan Adams, y fue liberado en 1981. Este fue el álbum que estableció el sonido que Adams ha conservado a lo largo de su carrera discográfica. 
A diferencia del primer álbum que Adams y Vallance desempeñado la mayor parte de los propios instrumentos, que desea que se lo tienes grabado en directo en el estudio. 
Fue grabado y mezclado en Nueva York durante un período de dos semanas durante la primavera de 1981.
El álbum originalmente iba a ser titulado "Bryan Adams Hasn't Heard Of You Either", pero para Adams, no le agradó el título, así que optaron por sustituirlo por "You Want It, You Got It".

## Descripción
El primer sencillo "Lonely Nights" fue un éxito al Noreste de América mucho antes de que se rompiera en ningún otro lugar, en parte debido a un par de DJ's que trabajan la noche en Rochester, Albany y Syracuse. Dentro de unos meses el álbum se ha recogido en todo el país y Adams fue antes de gira haciendo los clubes y conciertos de mediodía hora de las estaciones de radio, así como el apoyo a esos actos como The Kinks y extranjeros. Otros dos sencillos "Coming Home" y "Fits Ya Good" fueron muy bien recibidos, estos últimos cada vez Adams debut Top 40 hit en Canadá. 
Es la forma de las cosas por venir, como impulso para el aumento, también lo hizo la gira. Aunque el álbum fue sólo marginalmente éxito, sentó las bases para el próximo álbum "Cuts Like a Knife". 
En años posteriores, muchas de las canciones fueron grabadas por otros artistas. Algunos ejemplos son "Lonely Nights" de Uriah Heep, "Jealousy", de Prisma, "Tonight" por Randy Meisner y "Fits Ya Good" por Tove Naess, entre otros.

## Lista de canciones
| N.º | Título                    | Escritor(es)    | Duración |  |
| 1.  | «Lonely Nights»           | Adams, Vallance | 3:46     |  |
| 2.  | «One Good Reason»         | Adams, Vallance | 4:22     |  |
| 3.  | «Don't Look Now»          | Adams, Vallance | 3:06     |  |
| 4.  | «Coming Home»             | Adams, Vallance | 3:34     |  |
| 5.  | «Fits Ya Good»            | Adams, Vallance | 4:35     |  |
| 6.  | «Jealousy»                | Adams, Mitchell | 3:49     |  |
| 7.  | «Tonight»                 | Adams, Vallance | 4:58     |  |
| 8.  | «You Want It, You Got It» | Adams           | 3:49     |  |
| 9.  | «Last Chance»             | Adams           | 3:17     |  |
| 10. | «No One Makes It Right»   | Adams           | 3:17     |  |

## Personal
- Bryan Adams - guitarras, piano, voz, productor
- Mickey Curry - batería
- Jamie Glaser - guitarras
- Tommy Mandel - teclados, órgano, sintetizador
- Jimmy Maelen - percusión
- G.E. Smith - guitarras
- Brian Stanley - bajo
- Jonathan Gerber - saxofón
- Cindy Bullens - coros
- Bob Clearmountain - productor, la mezcla, el ingeniero
- Bob Ludwig - el dominio de la grabación

- Datos: Q1755831